# Chiesa di San Donato in Polverosa
La chiesa di San Donato in Polverosa è un luogo di culto cattolico che si trova nel quartiere di Novoli a Firenze.

## Storia
Sorta come oratorio nei pressi del Mugnone, ha origini romaniche, risalenti al 1187. Il monastero fu occupato prima dagli Agostiniani, detti «polverosi» per il colore del loro saio, e poi dagli Umiliati. Nel 1322 la struttura passò alle monache del monastero di Santa Maria Maddalena delle Convertite in Borgo Pinti (l'attuale chiesa di Santa Maria Maddalena de' Pazzi), sollecitate da papa Eugenio IV che desiderava mettere in tale sede i Cistercensi.
Soppresso il convento nel 1809, fu acquistato nel 1814 dai principi Demidoff, che trasformarono il convento in villa.
La chiesa invece, dopo essere stata rimodernata, è stata riaperta al culto dal 1963, grazie all'instancabile opera del priore don Franco Bencini.
"Polverosa" continuò a indicare il tratto di pianura che si estendeva, dentro le mura, da Santa Lucia al Prato fino a Porta Faenza (Fortezza da Basso) e l'area fuori Porta al Prato e Porta Faenza, che comprendeva San Jacopino in Polverosa e la chiesa di San Donato, arrivando fino al ponte di Rifredi.
Nel 2017, al termine dei lavori di recupero dell'attigua villa di San Donato, è stata liberata anche la facciata della chiesa, che ora dà su una piazzetta e che è stata arricchita da un portale moderno.

## Descrizione

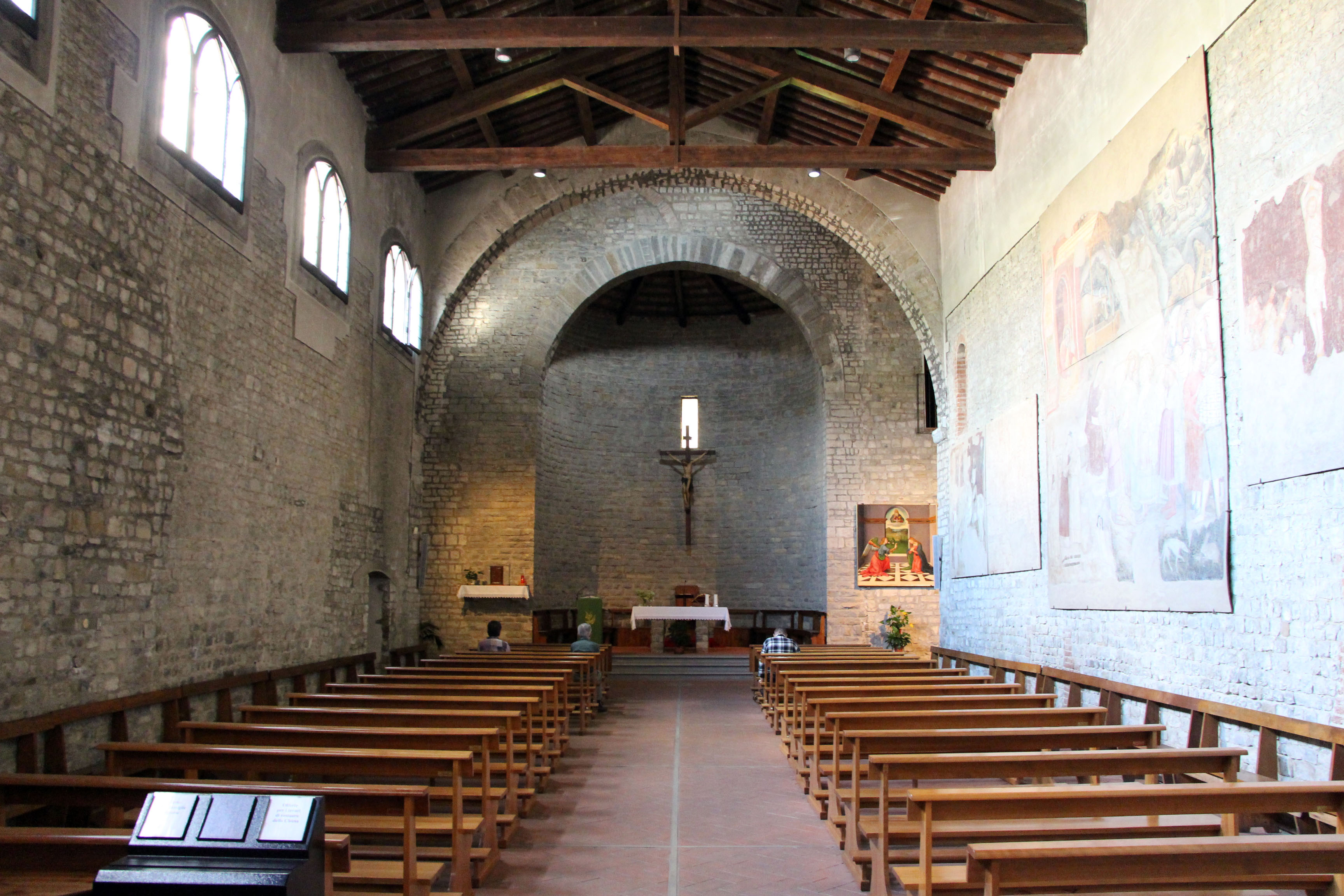
Interno

L'interno, ad unica navata, conserva alcuni affreschi staccati del XIV-XV secolo: di Matteo di Pacino sono l'Annunciazione, il Martirio di san Sebastiano, San Giorgio e il drago e la Madonna della Cintola, mentre l'Adorazione dei Magi e la Nascita del Battista furono dipinti da Cenni di Francesco di Ser Cenni.
Di Gaetano Bianchi è il dipinto neogotico Pazzino de' Pazzi rende omaggio a san Donato (1880), lo stesso autore che restaurò anche gli affreschi, in particolare quello di Cenni di Francesco rifacendo la parte destra in alto (Annuncio ai pastori) e forse aggiungendo la data spuria del 1383. Inoltre vi si trovano un'Annunciazione di Raffaellino del Garbo, dalla chiesa di San Salvi, una Natività del Battista di pittore fiorentino del secondo Trecento, e una Madonna col Bambino a fondo oro di Arcangelo di Jacopo del Sellaio.

## Opere già in San Donato
- Bernardo Daddi, Crocifisso con i dolenti e storie della Passione, oggi alla Galleria dell'Accademia